# Театральный переулок (Владикавказ)
Театральный переулок — переулок в центре Владикавказа, Северная Осетия, Россия. Находится в Иристонском муниципальном округе в районе площади Ленина между улицей Баллаева и Проспектом Мира. Начало от улицы Баллаева. От Театрального переулка на север начинается улица Миллера.

## История
Переулок образовался во второй половине XIX века. Назван по расположенному рядом Русскому драматическому театру и за всю историю существования ни разу не менял своё название.
С 1904 по 1936 год по переулку проходила трамвайная линия узкой колеи.
В 1970-х годах в переулке располагалась конечная остановка маршрутных такси «Площадь Ленина». Отсюда отправлялись маршрутные такси в восточные пригороды города.

## Транспорт
Ближайшая остановка «Площадь Ленина» трамвайных маршрутов № 1, 2, 4, 5, 7, 8, 9, 10 находится на проспекте Мира.